# 巴兰尼亚耶内
巴兰尼亚耶内（匈牙利語：Baranyajenő）是匈牙利巴兰尼亚州所辖的一个村。总面积15.55平方公里，总人口511，人口密度32.9人/平方公里（2011年1月1日）。